# Ribinsk
Ribinsk [ríbinsk] (rusko Ры́бинск, po starem pravopisu Рыбинскъ) je drugo največje mesto Jaroslaveljske oblasti v Rusiji ob sotočju Volge in njenega levega pritoka Šeksne ob južni obali Belega jezera. Po popisu iz leta 2002 je imelo mesto 222.653 prebivalcev, leta 2005 217.000, leta 2010 pa 206.746.
Ribinsk je eno najstarejših slovanskih naselbin na Volgi. Prvi zapisi o naselbini Ust-Šeksna (Усть-Шексна, »ustje Šeksne«, устье Шексни) izhajajo iz leta 1071. Naslednjih štiristo let je bila naselbina znana kot Ust-Šeksna ali Ribansk. Od leta 1504 so jo v dokumentih omenjali kot Ribna Sloboda (Рыбная Слобода, »(velika) ribiška vas«). Ime je dobila zaradi tega ker je bila vir jesetrov in kečig za moskovski dvor.
V 17. stoletju so se slobode, stare ruske vaške naselbine, začele bogateti s trgovino z Zahodno Evropo prek Moskovske družbe (Московская компания), akcionarskega podjetja, ustanovljenega leta 1555. Zgradili so več kamnitih cerkva, od katerih se je do danes ohranila le ena. V okolici mesta je več starejših arhitehtonsko pomembnih stavb. Najbolj znane so cerkve s tremi šotorskimi stolpi in družinska kapela Ušakova na otoku.  
V letu 1777 je naselje dobilo status mesta in se preimenovalo v Ribinsk. Leta 1946 so mesto preimenovali v Ščerbakov (v čast Aleksandra Sergejeviča Ščerbakova). Mesto so leta 1957 še enkrat preimenovali nazaj v Ribinsk, leta 1984 pa so ga v čast Jurija Vladimiroviča Andropova ob njegovi smrti imenovali Andropov. V letu 1989 je mesto spet dobilo sedanje ime Ribinsk.